# Bahnhof Birkenfeld (Nahe)
Der Bahnhof Birkenfeld war der einzige Bahnhof der Kreisstadt Birkenfeld in Rheinland-Pfalz. Er befand sich im Süden der Stadt an der 1991 stillgelegten Birkenfelder Eisenbahn, deren Endbahnhof er darstellte. Von den Bahnhofsanlagen sind nur noch Teile des Empfangsgebäudes erhalten.

## Geschichte
Der Bahnhof Birkenfeld wurde mit der Eröffnung der Stichbahn von Neubrücke (Nahe) nach Birkenfeld am 15. Oktober 1880 in Betrieb genommen, wodurch die Anbindung der Kreisstadt an die Nahetalbahn und somit an das überregionale Eisenbahnnetz sichergestellt war. Die Birkenfelder Lokalbahn GmbH war Bauherr und Eigentümer der Strecke, die Betriebsführung oblag vertraglich den Preußischen Staatseisenbahnen, beziehungsweise ab 1920 der Deutschen Reichsbahn. Letztere verzichtete 1932 auf eine Erneuerung des Betriebsführungsvertrages, so dass die Birkenfelder Lokalbahn ab dieser Zeit den Betrieb in Eigenregie übernahm.
Nach Ende des Zweiten Weltkrieges verlor die Birkenfelder Lokalbahn an Bedeutung, da der Handel mit dem nahegelegenen abgetrennten Saargebiet eingeschränkt war. Diese Krise der mittlerweile in Birkenfelder Eisenbahn GmbH umbenannten Bahn wurde erst in den 1950er Jahren überwunden. Ab den 1960er Jahren wurden mehrere parallel verlaufende Buslinien errichtet.
Wirtschaftliche Probleme bei der DEGUSSA AG und der Birkenfelder Ziegelei, welche Teilhaber der Eisenbahn waren, in den 1970er und 1980er Jahren sowie abnehmende Fahrgastzahlen führten schließlich zur Stilllegung und zum Abbau der Bahnstrecke. Die Gesamtstilllegung erfolgte zum 30. September 1991. Der Personenverkehr wurde bereits am 31. Dezember 1962 eingestellt. Nachfolgend wurde die gesamte Eisenbahn-Infrastruktur demontiert und ein Radweg auf der Trasse eingerichtet.

## Architektur
Das Bahnhofsgebäude selbst wurde 1898 errichtet. Im 20. Jahrhundert wurde es als „Tor zur Welt“ geschätzt. Seit seiner Stilllegung hat jedoch die Akzeptanz des Bahnhofsgebäudes abgenommen. Verschiedene Initiativen versuchten das Gebäude wieder erlebbar zu machen. So wurde es mehrfach als Kunstobjekt verwandt und durch Aufstellung einer Lok im Umfeld seine ehemalige Funktion betont.
Das Bahnhofsgebäude sollte ab 2010 aufwendig saniert werden, da mehrere bauliche Mängel festgestellt wurden, aber das Gebäude erhalten bleiben sollte. Für die Sanierung wurden 163800 Euro veranschlagt. Dabei sollte der Bahnhof zum Schmuckstück bzw. Kulturbahnhof werden. Das erhaltene Bahnhofsgebäude wird nicht als Kulturdenkmal entsprechend dem Denkmalschutzgesetz von Rheinland-Pfalz eingestuft.

## Bahnhofsumfeld

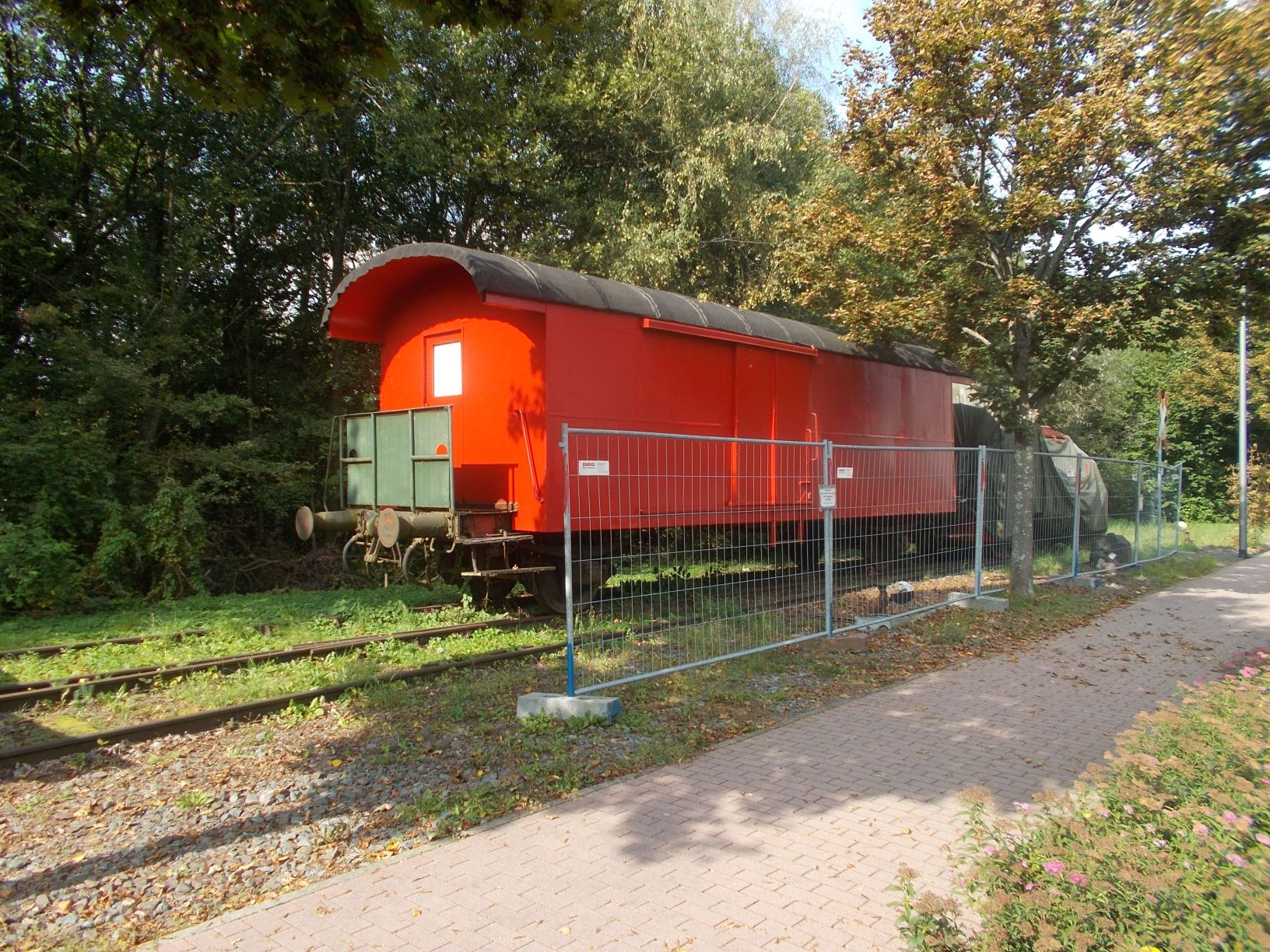
Fahrzeugdenkmal am Bahnhof Birkenfeld 2014 (Lokomotive unter Plane)

Zur Erinnerung an die Eisenbahnzeit wurde am ehemaligen Bahnhof Birkenfeld eine aus dem Hause LKM stammende Lokomotive nebst einem Bauzugwagen aufgestellt:
- LKM Fabriknummer 261546, Baujahr 1967, Typ V18B II, B-dh, 1435 mm, am 24. August 1967 geliefert an VEB Getriebewerk Pritzwalk „V 18-01“, 1994 verkauft an Eisenbahnfreunde Oberberg EFO, Eisenbahnmuseum Dieringhausen „V 18-01“, 2004 an Hochwaldbahn e.V., Hermeskeil „V 18-01“, seit 16. Dezember 2011 Denkmal.[6]

Außerdem befindet sich im Umfeld des Bahnhofs das Industriegebiet „Am Bahnhof“. Vom Bahnhof aus läuft die Bahnhofstraße in die Innenstadt, welche als Denkmalzone ausgewiesen ist.